# Lewis Dunk
Lewis Carl Dunk (Brighton, 1991. november 21. –) angol válogatott labdarúgó, aki a Premier League-ben szereplő Brighton & Hove Albion középhátvédje és csapatkapitánya.
Egy 2013-as, mindössze egy hónapig tartó, a Bristol City-nél töltött kölcsöntől eltekintve, Dunk egész pályafutását szülővárosának csapatánál, a Brightonnál töltötte. 2010-ben került először a felnőtt csapatba. A 2016–2017-es szezonban a Brightonnal feljutott az első osztályba és beválasztották az év csapatába a Championshipben. 2019-ben lett a csapat kapitánya. Ő tartja a rekordot a legtöbb öngólért egy szezonban a Premier League-ben.
Annak ellenére, hogy soha nem játszott utánpótlás válogatottakban, Dunk 2018. november 15-én bemutatkozott az angol válogatottban, egyetlen pályára lépésén, az Egyesült Államok ellen. 1982 óta ő lett az első Brighton-játékos, akit beválogattak a nemzeti csapatba.

## Statisztika

### Klubcsapatokban
2023. március 19-i állapot szerint.
| Csapat                    | Szezon           | Bajnokság        | Bajnokság | Bajnokság | Kupa | Kupa  | Ligakupa | Ligakupa | Egyéb | Egyéb | Összesen | Összesen |
| Csapat                    | Szezon           | Osztály          | P.        | Gólok     | P.   | Gólok | P.       | Gólok    | P.    | Gólok | P.       | Gólok    |
| ------------------------- | ---------------- | ---------------- | --------- | --------- | ---- | ----- | -------- | -------- | ----- | ----- | -------- | -------- |
| Brighton & Hove Albion    | 2009–2010        | League One       | 1         | 0         | 0    | 0     | 0        | 0        | 0     | 0     | 1        | 0        |
| Brighton & Hove Albion    | 2010–2011        | League One       | 5         | 0         | 3    | 0     | 0        | 0        | 0     | 0     | 8        | 0        |
| Brighton & Hove Albion    | 2011–2012        | Championship     | 31        | 0         | 3    | 0     | 2        | 0        | —     | —     | 36       | 0        |
| Brighton & Hove Albion    | 2012–2013        | Championship     | 8         | 0         | 0    | 0     | 1        | 0        | 0     | 0     | 9        | 0        |
| Brighton & Hove Albion    | 2013–2014        | Championship     | 6         | 0         | 4    | 0     | 0        | 0        | 1     | 0     | 11       | 0        |
| Brighton & Hove Albion    | 2014–2015        | Championship     | 38        | 5         | 2    | 1     | 4        | 1        | —     | —     | 44       | 7        |
| Brighton & Hove Albion    | 2015–2016        | Championship     | 38        | 3         | 1    | 0     | 1        | 0        | 1     | 1     | 41       | 4        |
| Brighton & Hove Albion    | 2016–2017        | Championship     | 43        | 2         | 0    | 0     | 0        | 0        | —     | —     | 43       | 2        |
| Brighton & Hove Albion    | 2017–2018        | Premier League   | 38        | 1         | 1    | 0     | 0        | 0        | —     | —     | 39       | 1        |
| Brighton & Hove Albion    | 2018–2019        | Premier League   | 36        | 2         | 2    | 0     | 0        | 0        | —     | —     | 38       | 2        |
| Brighton & Hove Albion    | 2019–2020        | Premier League   | 36        | 3         | 0    | 0     | 0        | 0        | —     | —     | 36       | 3        |
| Brighton & Hove Albion    | 2020–2021        | Premier League   | 33        | 5         | 3    | 0     | 1        | 0        | —     | —     | 37       | 5        |
| Brighton & Hove Albion    | 2021–2022        | Premier League   | 29        | 1         | 1    | 0     | 1        | 0        | —     | —     | 31       | 1        |
| Brighton & Hove Albion    | 2022–2023        | Premier League   | 25        | 0         | 3    | 1     | 2        | 0        | —     | —     | 30       | 1        |
| Brighton & Hove Albion    | Összesen         | Összesen         | 367       | 22        | 23   | 2     | 12       | 1        | 2     | 1     | 404      | 26       |
| Bristol City (kölcsönben) | 2013–2014        | League One       | 2         | 0         | —    | —     | —        | —        | 1     | 0     | 3        | 0        |
| Karrier összesen          | Karrier összesen | Karrier összesen | 369       | 22        | 23   | 2     | 12       | 1        | 3     | 1     | 407      | 26       |

1. 1 2  Pályára lépések a Championship rájátszásában
2. ↑  Pályára lépések a Football League Trophy-ban

### A válogatottban
| Válogatott | Év       | Pályára lépések | Gólok |
| ---------- | -------- | --------------- | ----- |
| Anglia     | 2018     | 1               | 0     |
| Összesen   | Összesen | 1               | 0     |

## Díjak és elismerések
Brighton & Hove Albion
- Football League One: 2010–2011[9]
- EFL Championship-ezüstérmes: 2016–2017[10]

Egyéni
- PFA – Az év csapata (Championship): 2016–2017[11]
- Brighton & Hove Albion – A játékosok év játékosa: 2018–2019, 2020–2021[12][13]
- Brighton & Hove Albion – Az év játékosa: 2019–20[12]